# Doktor Kałużny
Doktor Kałużny (ros. Доктор Калюжный) – radziecki film dramatyczny z 1939 roku w reżyserii Erasta Garina na podstawie scenariusza Jurij Germana. 
W roli tytułowego lekarza przywracającego niewidomym wzrok Boris Tołmazow.

## Fabuła
Młody lekarz po ukończeniu studiów, zostawia ukochaną w mieście i udaje się do rodzinnej wsi, aby nieść pomóc potrzebującym. Tam napotyka wiele trudności, nie poddaje się jednak. Dzięki swoim umiejętnościom pomaga przywrócić wzrok chorym pacjentom.

## Obsada
- Boris Tołmazow jako Doktor Kałużny
- Marija Barabanowa
- Janina Żejmo jako Olga, niewidoma dziewczyna